# ترميم كومنيني

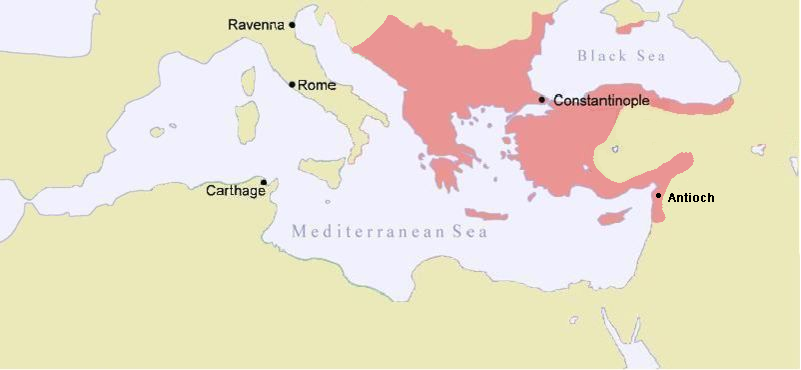

الترميم الكومنيني هو المصطلح الذي استخدمه المؤرخون لوصف الانتعاش العسكري والمالي والإقليمي للإمبراطورية البيزنطية تحت حكم السلالة الكومنينية، من خلافة أليكسيوس الأول الكومنيني عام 1081 إلى وفاة أندرونيكوس الأول الكومنيني عام 1185. في بداية عهد أليكسيوس الأول، كانت الإمبراطورية تترنح من هزيمتها على يد السلاجقة الأتراك في معركة مانزكيرت عام 1071. وكانت الإمبراطورية مهددة من قبل نورمانديي روبرت جيسكارد، الذين غزوا البلقان من قاعدتهم في جنوب إيطاليا . حدث كل هذا عندما كانت المؤسسة العسكرية للإمبراطورية في حالة من الفوضى وازداد اعتمادها على المرتزقة. كان الأباطرة السابقون قد بددوا أيضًا ودائع الذهب الكبيرة من القسطنطينية، لذا انهار الدفاع عن الإمبراطورية، وكان هناك عدد قليل من القوات لملء الثغرات.
ومع ذلك، نجح الكومنينيين في إعادة تأكيد التفوق البيزنطي في عالم البحر الأبيض المتوسط، عسكريًا وثقافيًا. ازدهرت العلاقات بين الشرق البيزنطي وأوروبا الغربية، وتجسدت في تعاون أليكسيوس الأول والأباطرة لاحقًا مع الصليبيين (كان أليكسيوس أساسيًا في تسمية الحملة الصليبية الأولى). أعيدت هيكلة الجيش البيزنطي المشتت وغير المنظم ليصبح قوة قتالية يُحسب لها حساب وأصبح يُعرف باسم الجيش البيزنطي الكومنيني. رغم تفكك الإمبراطورية بسرعة بعد وفاة آخر إمبراطور كومنيني، أندرونيكوس الأول، في عام 1185، مثل الترميم الكومنيني  الأخيرة من تاريخ الإمبراطورية الرومانية البالغ 1500 عامًا.

## قبل الكومنينوي
في العقود التي سبقت الكومنينوي، كانت الإمبراطورية البيزنطية في حالة تدهور مستمر بسبب العديد من العوامل، أهمها الصراع السياسي بين بيروقراطية الدولة في القسطنطينية والأرستقراطية العسكرية البيزنطية.
في كل عام تقريبًا منذ وفاة الإمبراطور باسيل الثاني، انتفضت الطبقة الأرستقراطية في ثورة عبر الإمبراطورية، شرقًا وغربًا، ما تسبب في تحرك الجيش ذهابًا وإيابًا ، ما عرض حدوده لمداهمة الأطراف النورماندية أو البتشينية أو الفرسان الأتراك. فُقدت ممتلكات الإمبراطورية في جنوب إيطاليا أخيرًا أمام هجمات النورمانديين تحت قيادة روبرت جيسكارد وابنه بوهيموند التارانتوي، الذين تحولوا سريعًا إلى مقاطعات البلقان الضعيفة في بيزنطة والتي كانت جاهزة للنهب. في الريف، كان هناك فلاحون أحرار على عكس أوروبا الغربية. ومع ذلك، أدت القوة المتزايدة للطبقة الأرستقراطية إلى تفكيك الفلاحين الأحرار وتوسعة العقارات الخاصة من قبل الأرستقراطية، أحيانًا من خلال الشراء ولكن غالبًا من خلال التخويف أو العنف الصريح. كان باسل الثاني قاسياً وناجحاً خلال فترة حكمه في الحد من قوتهم المتنامية ولكن بعد وفاته، استؤنفت العملية وتسارعت. حدثت مشكلة أخرى في أزمة الخلافة بعد وفاة شقيق باسيل الثاني وخليفته قسطنطين الثامن. لم يكن لقسطنطين الثامن ورثة ذكور، ونتيجة لذلك، زوج البيروقراطيون في القسطنطينية ابنتيه زوي وثيودورا من رجال أكبر سناً وغير أكفاء وغير مؤهلين للحكم كانوا يفتقرون إلى الحكمة ويهدرون الأموال على أشياء تافهة.
نتيجة لتنامي قوة ونضال الأرستقراطية وأزمة الخلافة، كانت سياسات البيروقراطيين في القسطنطينية تهدف إلى إضعاف سلطة هذه الطبقة الأرستقراطية من خلال تحرير فلاحي الأناضول من خدمتهم العسكرية وتحويلهم إلى سكان يدفعون الضرائب. سقطت الدفاعات الحدودية البيزنطية في طور الانحلال إذ حلَّ الأباطرة المتعاقبون الجيوش الكبيرة الدائمة في العصور السابقة من أجل توفير المال. جعلت هذه السياسة الجيوش أضعف في التعامل مع الغارات الخارجية. ثم استأجر البيروقراطيون مرتزقة، ولا سيما النورمانديون، ليحلوا محل الجيش المحترف والمجندين المسنين للدفاع عن الحدود الضعيفة. ومع ذلك، فإن عدم الجدارة بالثقة والعصيان والطموح والنفقات الباهظة لقوات المرتزقة هذه تعني أنهم لم يحترموا سلطة الدولة وقاموا أيضًا بغارات في الأناضول البيزنطية، حتى أنهم يعملون أحيانًا مع المغيرين الأتراك الذين وُظفوا لمحاربتهم. عملت عصابات المرتزقة هذه أيضًا مع الأرستقراطيين الثائرين ضد الحكومة. خلال هذا الوقت، اندلع الصراع مع الأرمن مرة أخرى. سمح بانهيار إدارة الدولة والاقتصاد والنظام العسكري، إلى حد كبير من خلال الصراعات الداخلية. كانت صورة الدولة البيزنطية التي سبقت عام 1071 صورة شبه فوضوية.